# Viktor Röthlin
Viktor Röthlin (Kerns, 14 ottobre 1974) è un ex maratoneta svizzero.

## Palmarès
| Anno | Manifestazione  | Sede        | Evento   | Risultato | Prestazione | Note |
| ---- | --------------- | ----------- | -------- | --------- | ----------- | ---- |
| 2000 | Giochi olimpici | Sydney      | Maratona | 36º       | 2h20'06"    |      |
| 2002 | Europei         | Monaco      | Maratona | 16º       | 2h16'16"    |      |
| 2003 | Mondiali        | Saint-Denis | Maratona | 13º       | 2h11'14"    |      |
| 2004 | Giochi olimpici | Atene       | Maratona | dnf       | dnf         |      |
| 2006 | Europei         | Göteborg    | Maratona | Argento   | 2h11'50"    |      |
| 2007 | Mondiali        | Osaka       | Maratona | Bronzo    | 2h17'25"    |      |
| 2008 | Giochi olimpici | Pechino     | Maratona | 6º        | 2h10'35"    |      |
| 2010 | Europei         | Barcellona  | Maratona | Oro       | 2h15'31"    |      |
| 2012 | Giochi olimpici | Londra      | Maratona | 11º       | 2h12'48"    |      |
| 2014 | Europei         | Zurigo      | Maratona | 5º        | 2h13'07"    |      |

## Altre competizioni internazionali
1995
- 7º alla Greifenseelauf ( Zurigo) - 1h06'18"

1997
- Oro alla Rotseelauf ( Ebikon) - 30'22"

1998
- 13º al Giro Media Blenio ( Dongio) - 29'59"

1999
- 12º alla Maratona di Amburgo ( Amburgo) - 2h13'36"

2000
- 20º alla Maratona di Rotterdam ( Rotterdam) - 2h12'53"
- 16º alla Lille Half Marathon ( Lilla) - 1h03'53"

2001
- 8º alla Maratona di Berlino ( Berlino) - 2h10'54"
- 13º alla Maratona di Rotterdam ( Rotterdam) - 2h12'22"
- 8º alla AOK Lauf ( Dresda) - 29'07"

2002
- 13º alla City-Pier-City Loop ( L'Aia) - 1h03'11"
- Bronzo al Grand Prix von Bern ( Berna), 10 miglia - 48'44"

2003
- Argento alla Maratona di Zurigo ( Zurigo) - 2h11'05"
- 10º al Grand Prix von Bern ( Berna), 10 miglia - 50'00"

2004
- Oro alla Maratona di Zurigo ( Zurigo) - 2h09'56"
- Oro alla Greifenseelauf ( Zurigo) - 1h03'22"
- 7º al Grand Prix von Bern ( Berna), 10 miglia - 48'13"

2005
- 7º alla Maratona di New York ( New York) - 2h11'44"
- 4º alla Maratona di Zurigo ( Zurigo) - 2h11'00"
- Oro alla Greifenseelauf ( Zurigo) - 1h03'23"
- Bronzo alla Mezza maratona di Klagenfurt ( Klagenfurt am Wörthersee) - 1h05'21"
- 7º al Grand Prix von Bern ( Berna), 10 miglia - 49'39"

2006
- 5º alla Stramilano ( Milano) - 1h02'16"
- 6º alla Greifenseelauf ( Zurigo) - 1h06'08"
- Argento al Grand Prix von Bern ( Berna), 10 miglia - 48'32"
- 4º al Giro podistico internazionale di Castelbuono ( Castelbuono) - 35'55"

2007
- Oro alla Maratona di Zurigo ( Zurigo) - 2h08'20"
- 11º alla New York Half Marathon ( New York) - 1h04'12"
- Bronzo al Grand Prix von Bern ( Berna), 10 miglia - 49'30"

2008
- Oro alla Maratona di Tokyo ( Tokyo) - 2h07'23"
- 9º alla Sapporo Half Marathon ( Sapporo) - 1h02'45"
- Bronzo alla Mezza maratona di Almeria ( Almería) - 1h03'33"
- Argento al Grand Prix von Bern ( Berna), 10 miglia - 49'05"
- 5º alla Great Edinburgh Run ( Edimburgo) - 30'19"

2010
- 13º alla Mezza maratona di Lisbona ( Lisbona) - 1h08'50"
- 5º alla Greifenseelauf ( Zurigo) - 1h05'47"
- 9º alla Great South Run ( Portsmouth), 10 miglia - 48'43"
- 12º al Grand Prix von Bern ( Berna), 10 miglia - 51'06"

2011
- 11º alla Maratona di New York ( New York) - 2h12'26"
- 11º alla Maratona di Londra ( Londra) - 2h12'43"
- 11º alla Stramilano ( Milano) - 1h02'45"
- 11º alla Mezza maratona di Lisbona ( Lisbona) - 1h04'46"
- Argento alla Hallwilerseelauf ( Beinwil am See) - 1h04'50"
- Bronzo Greifenseelauf ( Zurigo) - 1h05'21"
- 7º alla Mezza maratona di Granollers ( Granollers) - 1h05'35"

2012
- 5º alla Maratona di Tokyo ( Tokyo - 2h08'32"
- 6º alla Mezza maratona di Granollers ( Granollers) - 1h03'33"
- Oro alla Mezza maratona di Linz ( Linz) - 1h04'19"
- 12º al Grand Prix von Bern ( Berna), 10 miglia - 50'16"

2013
- Bronzo alla Jungfrau Marathon ( Interlanken) - 2h53'21"
- 5º alla Mezza maratona di Granollers ( Granollers) - 1h04'26"
- 13º alla Great South Run ( Portsmouth), 10 miglia - 52'43"

2014
- 7º al Grand Prix von Bern ( Berna), 10 miglia - 49'23"
- 10º al Giro Media Blenio ( Dongio) - 30'06"